# Cecuni
Cecuni (en serbe cyrillique : Цецуни) est un village du nord-est du Monténégro, dans la municipalité d'Andrijevica.

## Démographie

### Évolution historique de la population
| 1948 | 1953 | 1961 | 1971 | 1981 | 1991 | 2003 |
| ---- | ---- | ---- | ---- | ---- | ---- | ---- |
| 375  | 400  | 346  | 282  | 189  | 120  | 77   |